# Związek, Postęp, Demokracja
Związek, Postęp, Demokracja (hiszp. Unión Progreso y Democracia, UPyD) – hiszpańska centrowa i socjalliberalna partia polityczna.

## Historia
Ugrupowanie powstało w 2007 z inicjatywy Rosy Díez, byłej działaczki Hiszpańskiej Socjalistycznej Partii Robotniczej w Kraju Basków, którą opuściła w proteście przeciwko negocjacjom José Luisa Zapatero z separatystami z ETA. Wśród założycieli nowej formacji znalazła się grupa filozofów i pisarzy, w tym Fernando Savater i Mario Vargas Llosa.
Partia wystartowała w 2008 w wyborach krajowych, uzyskując 1,2% głosów i wprowadzając 1 przedstawiciela do Kongresu Deputowanych (mandat uzyskała Rosa Díez). Rok później ugrupowanie uzyskało jedno miejsce w Parlamencie Europejskim, które objął Francisco Sosa Wagner. W przedterminowych wyborach krajowych w 2011 do Kongresu Deputowanych weszło 5 posłów partii (4,69% poparcia). W 2014 UPyD wprowadził 4 deputowanych do Europarlamentu VIII kadencji. W 2015 po porażkach wyborczych partii w wyborach regionalnych jej nowym liderem został Andrés Herzog, zastępując Rosę Díez. W tym samym roku ugrupowanie utraciło swoją parlamentarną reprezentację, w 2016 na czele ugrupowania stanął Gorka Maneiro, a w 2017 Cristiano Brown.
W 2019 ugrupowanie podpisało porozumienie z Obywatelami, wystawiając swoich kandydatów (formalnie pod szyldem niezależnych) na liście Obywateli w poszczególnych wyborach. W grudniu 2020 partia została rozwiązana.